# Wiener Studien
Die Wiener Studien. Zeitschrift für klassische Philologie und Patristik und lateinische Tradition ist eine traditionsreiche fachwissenschaftliche Zeitschrift auf dem Gebiet der Altertumswissenschaften. Sie ist eine der ältesten altphilologischen Zeitschriften im deutschen Sprachraum.
Die Wiener Studien werden vom Institut für Klassische Philologie, Mittel- und Neulatein der Universität Wien, von der Österreichischen Akademie der Wissenschaften (Institut für Kulturgeschichte der Antike) und der Arbeitsgruppe Corpus Scriptorum Ecclesiasticorum Latinorum (CSEL) der Universität Salzburg herausgegeben. Als persönlicher Herausgeber fungiert derzeit Kurt Smolak (Univ. Wien, ÖAW) in Verbindung mit Herbert Bannert, Stefan Büttner, Stefan Hagel, Andreas Heil, Christine Ratkowitsch, Danuta Shanzer, Walter Stockert, Dorothea Weber, Hartmut Wulfram. Frühere Herausgeber der Zeitschrift waren Rudolf Hanslik, Walther Kraus, Adolf Primmer und Hans Schwabl.
Vertrieben wird sie vom Verlag der Österreichischen Akademie der Wissenschaften, anfangs beim Böhlau-Verlag. Sie erscheint einmal jährlich und enthält neben Aufsätzen auch Rezensionen und Kurzanzeigen sowie ein jeden Einzelband erschließendes Register. Lange Zeit erschien die Zeitschrift nur mit den Untertiteln Zeitschrift für klassische Philologie und später Zeitschrift für klassische Philologie und Patristik.
Die erste Ausgabe der von Wilhelm von Hartel und Karl Schenkl begründeten Zeitschrift erschien 1879. Bis zur Nummer 60 (1942) erschien die Zeitschrift regelmäßig, in den 1940er Jahren kriegsbedingt nur unregelmäßig, seit der Nummer 42 (1948) wieder in ununterbrochener Reihenfolge. 1967 begann man bei der eigentlichen Nummer 80 mit einer neuen Zählung (Neue Folge). Diese Zählung wurde bis 1986 beibehalten. 1987, zum 100. Band, kehrte man wieder zur alten Zählung zurück.